# Anne-Gaëlle Riccio
Pour les articles homonymes, voir Riccio.
Anne-Gaëlle Riccio, née le 14 février 1978 à Tours, en Indre-et-Loire, est une animatrice de télévision française.

## Carrière

### Débuts (1996 - 2005)
Anne-Gaëlle Riccio commence sa carrière en 1996 sur la chaîne MCM sous son seul prénom Anne-Gaëlle. Elle y présente successivement MCM Home vidéo, Le Journal de la musique (coanimé avec Francis Zegut), Le Hit ou encore L'Intégrale.
En l'an 2000, elle passe une licence en communication. Parallèlement elle suit une formation sur le jeu de l’acteur à l’école Béatrice Brout ainsi que les ateliers de Benoît Théberge sur l’art du théâtre. À cette époque, elle enchaîne le tournage de nombreux sketches pour Karl Zéro dans Le Vrai Journal et le Journal des bonnes nouvelles  (JBN) sur Canal+. Elle réalise aussi la post synchronisation et la voix off pour des sujets et des doublages d’interviews.
En 2003, elle rejoint M6 pour animer ou coanimer plusieurs émissions de divertissement : Plus vite que la musique, Les Grands Classements avec Laurent Boyer, Génération Hit, Serial Piégeurs (Scare Tactics (en)), Tubissimo, M6 Music Live avec Jérôme Anthony. Elle est aussi chroniqueuse dans l'émission matinale C'est pas trop tôt ! aux côtés de Max et de Jérémy Michalak.
En 2005, elle présente Télé piège sur TF6 et intègre le groupe MTV France qui lui confie entre autres la présentation de MTV Dance Crew.
Anne-Gaëlle joue un rôle complètement décalé pour l’artiste électro Alif Tree dans le clip Forgotten Places.

### Années de popularité (2006 - 2014)
De l'été 2006 à l'été 2009, elle coprésente le jeu Fort Boyard aux côtés d'Olivier Minne sur France 2. Elle devient rapidement une des animatrices emblématiques du programme, et a un rôle de plus en plus important au fil des années. Elle devait présenter l'émission en 2010, mais le cadre de la formule duel l'a contrainte à quitter le jeu. L'organisation et les nouvelles règles du jeu ne plaisent pas à l'animatrice ; elle dit que sa présence serait inutile, qu'elle ne voulait pas jouer les « potiches ». Elle a donc préféré partir. Aucune  présentatrice n'a pris sa succession. Dans l'émission elle est remplacée par Olivier Minne (ce dernier a exercé son rôle de maître du Fort et de coach en 2010, puis de coach uniquement à partir de 2011). En 2024, elle revient en tant que personnage, incarnant une ancienne animatrice du programme qui s'est reconvertie dans les paris en tout genre.
À la rentrée 2007, Anne-Gaëlle Riccio devient chroniqueuse musicale dans l'émission dominicale Vivement dimanche prochain de Michel Drucker sur France 2.
En 2007, elle présente Les stars pètent les plombs sur MTV, émission dans laquelle elle n’hésite pas à se mettre en scène dans des parodies délirantes du milieu people. Elle anime sur France 2 Le Bêtisier de Noël, CD'aujourd'hui, la 1000e, et la 4e édition de Rire contre le racisme sur France 4 en compagnie de Cyril Hanouna.
Anne-Gaëlle Riccio a joué dans la fiction de France 2, les Trois contes merveilleux dans lesquels elle interprète Blanche-Neige.
À la rentrée 2008, elle est chroniqueuse chez Christophe Hondelatte dans l'émission Vendredi, si ça me dit !.
En 2009, elle coprésente avec Olivier Minne une série d'émissions La nuit de... sur TF6. MCM lui confie notamment les commandes de sa soirée de la Saint-Sylvestre, ce show à la particularité d'être animé par Anne-Gaëlle, présentatrice installée aux côtés d'une nouvelle recrue engagée pour l'occasion.
En 2010, Anne-Gaëlle arrive sur la chaine Virgin 17. Le 15 juin 2010, elle anime en compagnie de Nicolas Deuil des pastilles humoristiques en première partie de soirée intitulées Les 20 plus grands tubes du cinoche.
À partir du 6 octobre 2009, elle effectue pour France 4 les lancements du docu-réalité de la BBC Last Man Standing, rebaptisé par la chaine publique française Les Défis du bout du monde. La diffusion de la saison 2 débute le 31 juillet 2010.
La rentrée télévisuelle 2010 assoit l'animatrice comme une personnalité incontournable de France 4. La chaîne, jusqu'alors en mal de visages incarnant ses antennes, lui confie son access prime-time pour un rendez-vous décalé intitulé Kif TV. Le premier numéro commence ainsi le 13 septembre à 20 h 05. Le 12 mai 2010, France 4 diffuse l'émission Les humoristes font leur show dans laquelle Anne-Gaëlle Riccio interviewe les animateurs de télévision sur les séquences d'humour qui ont jalonné leur carrière. Le programme ayant donné pleine satisfaction à la chaîne, celle-ci propose de nouvelles déclinaisons de ce divertissement quelques mois plus tard avec Les humoristes piratent la télé diffusé le 10 novembre et L'humour, c'est mieux à deux, le 8 décembre. Le Tour du monde des concours animaliers est lui aussi de retour en 2010 sur la chaîne publique. Anne-Gaëlle Riccio tient de nouveau les rênes de ce prime-time intitulé Bêtes à concours.
En parallèle, Anne-Gaëlle Riccio poursuit son aventure sur MCM avec la présentation d'une nouvelle émission matinale hebdomadaire, Gamix. Ce programme fait un panorama de l'actualité digitale en 13 minutes. Depuis la rentrée 2009, la jeune femme est à la tête de Zapping Music sur MCM, émission qui décrypte l'actualité musicale sur Internet.
Le 7 septembre 2010, elle présente l'émission Dans l'ombre des dinosaures sur la chaîne Animaux.
L'animatrice tient cette même année une place de choix sur la grille des programmes de TF6. Ainsi les téléspectateurs la découvrent le 27 décembre 2010 au sein d'un nouveau binôme dans l'émission La Folle Nuit des parodies musicales. L'animatrice effectue les lancements de ce grand classement en compagnie de Gaël Leforestier. Anne-Gaëlle est de plus en plus présente sur la chaîne avec Le Top de la pub, Le Top de la paresse à la luxure, animé cette fois en solo en prime-time le 3 janvier 2011.
Le 17 juin 2011, elle revient sur France 2 où elle présente le tirage de l'Euromillions plusieurs fois par semaine.
Elle présente chaque été de 2011 à 2013 deux émissions spéciales de Fort Boyard accueillant des enfants, à l'occasion du grand jeu-concours Prince de LU. Ces émissions ne sont pas diffusées à l'antenne.
En 2012, Anne-Gaëlle rejoint la chaîne Gulli et présente l'émission Primes d'humour avec Joan Faggianelli[réf. nécessaire]. En 2013, elle présente Les Crazy Games à la neige avec Philippe Candeloro.

### Passage sur NRJ12 (2014 - 2016)
En 2014, l'animatrice rejoint NRJ 12 et devient l'un des principaux visages de la chaîne. Elle succède à Clara Morgane et Stéphane Jobert à la présentation de l'émission Le Super Bêtisier en compagnie d'Adrien Rohard.
En 2015, elle présente Les 10 ans de la TNT : Le Grand Quiz avec Manu Levy ainsi que les 5 primes de Wouf : Quel chien sera à la hauteur ? avec Matthieu Delormeau. Par ailleurs, elle remplace Rebecca Hampton à la présentation de Les animaux font leur show. La saison 2015-2016 est marquée par l'arrivée de nouveaux programmes : elle présente le magazine Enquêtes et Découvertes : Dans les coulisses du rêve et le divertissement C'est devenu culte et met un pas dans la télé-réalité en présentant la grande finale de Friends Trip 2.
Après deux années passées sur NRJ 12, elle quitte la chaîne en juin 2016.

### Retour au succès (depuis 2017)

#### Télévision
En 2017, elle revient sur France 2, en participant régulièrement au jeu Tout le monde a son mot à dire présenté par Olivier Minne (avec qui elle a présenté plusieurs émissions) et Sidonie Bonnec.

#### Blog
En parallèle à sa carrière télévisuelle, elle lance un blog intitulé Smile, consacré à la forme, à la santé et au bien-être.

## Vie privée
Avec Nicolas, elle a trois enfants : Thaïs, née le 2 mars 2008 ; Sasha, né le 31 janvier 2011  et Cléo, née le 23 mars 2018.
Elle est aussi la belle-mère de Luna, une fille que son mari a eue lors d'une première union.

## Liste des émissions présentées
- 1996 : MCM Home vidéo (MCM)
- 1996 : Le Journal de la musique (MCM)
- 1996 : Le Hit (MCM)
- 1996 : L'Intégrale (MCM)
- 2003 : Plus vite que la musique (M6)
- 2003 : Les Grands Classements (M6) avec Laurent Boyer
- 2003 : Génération Hit (M6)
- 2003 : Sérial piégeurs (M6)
- 2003 : Tubissimo (M6)
- 2003-2004 : M6 Music Live (M6) avec Jérôme Anthony
- 2005 : MTV Dance Crew (MTV)
- 2005-2006 : Télé piège (TF6)
- 2006-2009 : Fort Boyard (France 2) avec Olivier Minne
- 2007 : Rire contre le racisme (France 4) avec Cyril Hanouna
- 2007 : Les stars pètent les plombs (MTV)
- 2007 : Le Bêtisier de Noël (France 2)
- 2007 : CD' aujourd'hui, la 1000e (France 2)
- 2008 : Le Hit TF6 (TF6)
- 2008 : La Nuit de la fausse pub (TF6) avec Olivier Minne
- 2009 : Les humoristes font leur show (France 4)
- 2009 : Les humoristes piratent la TV (France 4)
- 2009 : Ultra 2009 (MCM)
- 2009 : La Saint-Sylvestre (MCM)
- 2009-2010 : Les Défis du bout du monde (France 4)[17]
- 2010 : Le Grand Lifting des tubes (TF6) avec Olivier Minne[18]
- 2010 : Les 20 plus grands tubes du cinoche (Virgin 17) avec Nicolas Deuil[19]
- 2010 : Zapping Music (MCM)[20]
- 2010 : Kif TV (France 4)
- 2010 : Bêtes à concours (France 4)
- 2010 : Le tour du monde des concours animaliers (France 4)
- 2010 : L'Humour c’est mieux à deux (France 4) avec Patrick Bouchitey
- 2010 : La Folle Nuit des parodies musicales (TF6) avec Gaël Leforestier
- 2010 : Dans l'ombre des dinosaures (Animaux)
- 2010-2012 : GAMIX (MCM)
- 2011 : Le Top de la pub : De la paresse à la luxure (TF6)
- 2011-2013 : Euromillions (France 2)
- 2012 : Gamix (June TV)
- 2012 : Primes d'humour (Gulli) avec Joan Faggianelli
- 2013 : Les Crazy Games à la neige (Gulli) avec Philippe Candeloro[21]
- 2014 : NRJ Music Awards : Dans les coulisses de la 16e édition (NRJ 12) avec Adrien Rohard[22]
- 2014-2016 : Le Super Bêtisier (NRJ 12)
- 2015 : Les 10 ans de la TNT : le Grand Quiz (NRJ 12) avec Manu Levy
- 2015 : Wouf : Quel chien sera à la hauteur ? (NRJ 12) avec Matthieu Delormeau
- 2015-2016 : Les animaux font leur show (NRJ 12)
- 2015-2016 : Enquêtes et Découvertes, : Dans les coulisses du rêve (NRJ 12)
- 2015-2016 : C'est devenu culte ! (NRJ 12)
- 2016 : Friends Trip 2 : La Grande Finale (NRJ 12) avec Capucine Anav et Benoît Dubois

### Participation
- 2003-2005 : C'est pas trop tôt ! animé par Max (M6) : chroniqueuse
- 2005, 2012, 2015, 2019 : Fort Boyard sur France 2 : Candidate
- 2007-2008 : Vivement dimanche prochain présenté par Michel Drucker (France 2) : chroniqueuse
- 2008 : Vendredi, si ça me dit ! présenté par Christophe Hondelatte (France 2) : chroniqueuse
- 2015 : L'Académie des neuf (NRJ 12) : participante
- depuis 2017 : Tout le monde a son mot à dire (France 2) : participante
- depuis 2024 : Fort Boyard sur France 2 : Personnage de Anne-Gaëlle

## Doublage
- 2019 : La Gloire ou l'amour : Jennie (Alex Regalado)